# Під захистом каменю
«Під захистом каменю» (англ. The Shelters of Stone; укр. Камінні притулки) — епічний історично-фантастичний роман американської письменниці Джін Мері Ауел, опублікований у квітні 2002 року. Це продовження книги «Шлях через рівнину» і п'ятим романом у серії «Діти Землі». У ньому описано повернення Джондалара на батьківщину разом з Ейлою і життя їх в Зеландонії.

## Стислий сюжет
Центральною темою в цій книзі є напруженість, спричинена лікувальним мистецтвом Ейли, її вагітністю та прийняттям її родичами Джонадалара, в Зеландонії. Ейла була вихована кланом неандертальців, відомим в Зеландонії як «плоскоголові», які вважалися не кращими за тварин. Щоб Зеландонія змогла прийняли Ейлу, її члени повинні були спочатку подолати свої забобони і страхи щодо неандертальців. На щастя Ейли і Джондалар, і деякі інші поважні члени Зеландонії вже мали деякі сумніви щодо цього хибного судження.
Два члени племені Зеландонії, Екозар та Брукевал, були частково спорідненими з неандертальцями і дуже соромилися цього. Але Екозар, принаймні, став менше перейматися цим завдяки життєвій історії самої Ейли та власним шлюбом з Джоплайєю, близькою родичкою Джондалара. Брукеваль, навпаки, повністю відкидає свою спорідненість з Кланом і дуже переживає через своє походження.
Перша любов Джондалара, раніше відома як Золена, тепер стала Першою серед духовних лідерів Зеландонії. Вона першою підтримує прийняття Ейли у їхню громаду, хоча не в останню чергу за її багаті знання цілющих трав і великий досвід в мистецтві лікування, хоча Ейла також сама повинна була подолати відчуття незручності і пустих страхів при входження в родину Джондалара. Після того, як Ейла допомагає смертельно пораненому на полюванні мисливцеві Шевонару прожити досить довго, щоб діждатися прибуття своєї дружини і попрощатися з нею, всі погоджуються, що Ейлу потрібно прийняти до складу їхнього племені як цілителя всіх членів печери.
Одного разу Ейла переконує матерів не полишати напризволяще своїх слабих новонароджених немовлят, доводячи їм, що навіть «плоскоголові» на їхньому місці не лишають своїх кволих дітей. Ця новина дуже потрясла їх (як зазначила невістка Джондалара Пролева) і змушує дещо переглянути свої погляди на складену віками традицію стосовно безнадійно хворих новонароджених дітей.
Ейла стає все ближче до ще не визначеної її ролі в житті Дев'ятої Печери Зеландонії. Знання молодої жінки в зціленні, а також велика майстерність в полюванні змушують її взяти участь у духовному керівництві Дев'ятої Печери.
А Джондалар з нетерпінням чекає літньої зустрічі та весільного ритуалу, який нарешті пов'яже їх в подружньому житті. Це була його найзаповітніша мрія ще з часів життя в «Долині коней». Їх новонароджена дочка Джонейла, названа за частинами їх імен, підтверджує, що Джондалар та Ейла, кожен з них є частинкою їх дитини в фізичному плані, а не лише в духовному. Невдовзі після народження дитини Ейла остаточно вирішує стати аколітом Зеландонії, хоча б тому, що члени її нової родини прийняли її як цілительку.
Події цієї книга описують життя доісторичних людей в теперішній долині річки Везер, поблизу комуни Лес-Ейзіс, у департаменті Дордонь, в південно-західній Франції. Цей район був відносно густонаселений ще в доісторичні часи, з багатьма відкритими оселями, що були розташовані у скелях, які ще можна побачити і дотепер, деякі з них перетворені на туристичні пам'ятки. У цій долині розташований національний музей передісторії. Тут же Ейла також відкриває всесвітньо відому печеру Ласко, яку згодом розмальовують члени її нової родини.

## Список персонажів

### Дев'ята Печера Зеландонії
- Ейла — з Дев'ятої Печери Зеландонії, колишній член табору Лева Мамутоїв, Дочка вогнища мамонта, обрана Духом Печерного Лева, захищена Печерним ведмедем
- Джондалар — з Дев'ятої Печери Зеландонії, чоловік Ейли, син колишнього ватажка, брат вождя, Джохаррана
- Зеландоні — (Золена), колишня кохана Джондалара
- Тонолан (помер) — молодший брат Джондалара, загинув у «Великій Подорожі»
- Фолара — молодша сестра Джондалара
- Мартона — мати Джондалара, колишній вождь, також мати Джохаррана, Фолари і Тонолана
- Вілломар — чоловік Мартони, майстер торгівлі, мандрівник
- Тівонан — учень Вілломара
- Джоконан (помер) — перший чоловік Мартони, чоловік з вогнища Джохаррана
- Джохарран — старший брат Джондалара, ватажок Дев'ятої Печери
- Пролева — дружина Джохаррана
- Джарадал — син Пролеви, дитина вогнища Джохаррана
- Левела — молодша сестра Пролеви, дружина Джондекама
- Джондекам — чоловік Левели, племінник Кімерана і син Зеландоні з Другої Печери
- Велима — мати Пролева та Левели
- Солабан — мисливець, радник і друг Джохаррана
- Рамара — товариш Солабана
- Робенан — син Рамари
- Рушемар — мисливець, радник і друг Джохаррана
- Салова — дружина Рушемара
- Марсола — дочка Салови
- Марона — колишня подруга Джондалара
- Вилопа — зведена сестра Марони
- Портула — подруга Марони
- Лорава — молодша сестра Портули
- Раміла — подруга Фолари
- Галея — подруга Фолари
- Шарезал — новий член Дев'ятої Печери, незнайомий Джондалару
- Шевонар (помер) — мисливець, яка гине під час полювання
- Релона — дружина Шевонара
- Ранокол — брат Шевонара
- Брюкеваль — далекий двоюрідний брат Джондалара (його дід був належав клану)
- Мадроман — раніше називався Ладроман, аколіт П'ятої Печери
- Ларамар — чоловік, який робить березовицю
- Тремеда — дружина Ларамара
- Бологан — старший син Тремеди (дванадцять років
- Ланога — десятирічна дочка Тремеди
- Лорала — дочка Тремеди (півроку)
- Стелона — літня жінка, яка годує Лоралу
- Тефона — молода жінка, кращий дозорець і слідопит Третьої Печери
- Тевола — виробник панелей з сириці.
- Ланідар — хлопчик Дев'ятнадцятої Печери з недорозвиненою правою рукою (дванадцять років)
- Мардена — мати Ланідара.
- Денода — мати Мардени.
- Яніда — дружина Перідала.
- Перидал — чоловік Яніди.
- Матаган — юнак, покалічений носорогом.
- Тішона — дружина Маршевала.
- Маршевал — чоловік Тішони.
- Палідар — товариш Тівонана.
- Вінні — кінь Ейли, золотиста кобила.
- Молодець — кінь Джондалара, гнідий жеребець.
- Вовк — вовк Ейли.

### Вожді печер
- Манвелар — вождь Третьою Печери, Скелі Дворіччя.
- Морізан — син дружини Манвелара, син його вогнища.
- Смілая — вождь Одинадцятої Печери, Рівер-Плейс.
- Дорова — мати Смілаї.
- Брамевал — вождь Чотирнадцятої Печери, Долини Мілкоріччя.
- Кімеран — вождь Другої Печери Зеландонії, найстаршого вогнища, брат Зеландоні Другої Печери, дядько Джондекама.
- Денанна — головний вождь об'єднання Трьохскельної Двадцять Дев'ятої Печери.
- Тормаден — вождь Дев'ятнадцятого Печери.

### Осередок Зеландоні
- Зеландоні Одинадцятої Печери, Річкової — гомосексуал.
- Маролан — друг і співмешканець Одинадцятого Зеландоні.
- Зеландоні Третьою Печери (Скелі Дворіччя — літній чоловік.
- Зеландоні Чотирнадцятої Печери, Долини Мілкоріччя — жінка середнього віку.
- Зеландоні Другої Печери, Старшого вогнища — мати Жондекама, старша сестра Кімерана.
- Зеландоні Сьомої Печери, Кінської Скелі — сивочолий старець, дідусь Зеландоні Другої Печери і Кімерана.
- Зеландоні Дев'ятнадцятого Печери — сива літня жінка.
- Зеландоні П'ятої Печери, Стародавньої Долини — чоловік середніх років.
- Зеландоні Трьохскельної Двадцять Дев'ятої Печери — головний радник трьох підлеглих їй Зеландоні і трьох вождів окремих володінь об'єднаної Двадцять Дев'ятої Печери.
- Помічник Зеландоні Двадцять Дев'ятої Печери, Зеландоні Скелі Відображення (Південне володіння) — чоловік середніх років.
- Помічник Зеландоні Двадцять Дев'ятої Печери, Зеландоні Південного Входу (Північне володіння) — молодий чоловік.
- Помічник Зеландоні Двадцять Дев'ятої Печери, Зеландоні Літнього Табору (Західне володіння) — жінка середніх років.
- Перша учениця Другої Печери (підготовлена Зеландоні) — молода жінка.
- Джоконол — перший учень Дев'ятої Печери, художник, молодий чоловік.
- Миколан — другий учень Чотирнадцятої Печери, юнак.
- Меджеру — учениця Третьої Печери (спочатку Чотирнадцятої Печери), молода жінка.
- Мадроман — учень П'ятої Печери (раніше Ладроман з Дев'ятої Печери), молодий чоловік.